# Гиллеспи, Грант
Грант Гиллеспи (англ. Grant Gillespie, род. 2 июля 1991 года, Белсхилл, Шотландия) — шотландский футболист, полузащитник.

## Карьера
Воспитанник футбольного клуба «Гамильтон Академикал». В профессиональном футболе дебютировал 15 августа 2009 года в матче против «Килмарнока». В мае 2011 года Гиллеспи подписал новый двухлетний контракт с «Гамильтон Академикал». Свой первый гол за «Гамильтон Академикал» Гиллеспи забил 17 декабря 2012 года в матче Кубка Шотландии против «Дамбартона». В сезоне 2013/14 Гиллеспи вместе с клубом стал вице-чемпионом шотландского Чемпионшипа, а клуб по стыковым матчам вышел в шотландский Премьершип. В октябре 2014 года Гиллеспи продлил свой контракт с клубом до июня 2018 года. В январе 2018 года покинул «Гамильтон Академикал» и подписал контракт с «Данди Юнайтед».

## Статистика выступлений
| Клуб                 | Лига                     | Сезон            | Чемпионат | Чемпионат | Кубки | Кубки | Еврокубки | Еврокубки | Итого | Итого |
| Клуб                 | Лига                     | Сезон            | Игры      | Голы      | Игры  | Голы  | Игры      | Голы      | Игры  | Голы  |
| -------------------- | ------------------------ | ---------------- | --------- | --------- | ----- | ----- | --------- | --------- | ----- | ----- |
| Гамильтон Академикал | Шотландская Премьер-лига | 2009/10          | 1         | 0         | 0     | 0     | 0         | 0         | 1     | 0     |
| Гамильтон Академикал | Шотландская Премьер-лига | 2010/11          | 17        | 0         | 2     | 0     | 0         | 0         | 19    | 0     |
| Гамильтон Академикал | Шотландский Чемпионшип   | 2011/12          | 16        | 0         | 4     | 0     | 0         | 0         | 20    | 0     |
| Гамильтон Академикал | Шотландский Чемпионшип   | 2012/13          | 32        | 1         | 5     | 1     | 0         | 0         | 37    | 2     |
| Гамильтон Академикал | Шотландский Чемпионшип   | 2013/14          | 33        | 1         | 4     | 0     | 0         | 0         | 41    | 1     |
| Гамильтон Академикал | Шотландский Премьершип   | 2014/15          | 36        | 0         | 5     | 0     | 0         | 0         | 41    | 0     |
| Гамильтон Академикал | Шотландский Премьершип   | 2015/16          | 30        | 1         | 1     | 0     | 0         | 0         | 31    | 0     |
| Гамильтон Академикал | Итого                    | Итого            | 165       | 3         | 21    | 1     | 0         | 0         | 190   | 4     |
| Всего за карьеру     | Всего за карьеру         | Всего за карьеру | 165       | 3         | 21    | 1     | 0         | 0         | 190   | 4     |

## Достижения
«Гамильтон Академикал»
- Финалист Шотландского кубка вызова: 2011/12
- Вице-чемпион Шотландского Чемпионшипа: 2013/14